# Нік Бармбі
Нік Бармбі (англ. Nick Barmby, нар. 11 лютого 1974, Кінгстон-апон-Галл) — англійський футболіст, півзахисник, нападник. По завершенні ігрової кар'єри — спортивний функціонер.

## Клубна кар'єра
У дорослому футболі дебютував 1991 року виступами за команду клубу «Тоттенхем Хотспур», в якій провів чотири сезони, взявши участь у 89 матчах чемпіонату.
Згодом з 1995 по 2004 рік грав у складі команд клубів «Мідлсбро», «Евертон», «Ліверпуль», «Лідс Юнайтед» та «Ноттінгем Форест». У складі «Ліверпуля» виборов титул володаря Кубка Англії, ставав володарем Кубка англійської ліги, володарем Суперкубка Англії з футболу, володарем Кубка УЄФА.
2004 року перейшов до клубу «Галл Сіті», за який відіграв 8 сезонів. Більшість часу, проведеного у складі «Галл Сіті», був основним гравцем команди. Завершив професійну кар'єру футболіста виступами за команду «Галл Сіті» у 2012 році

## Виступи за збірні
1994 року залучався до складу молодіжної збірної Англії. На молодіжному рівні зіграв у 4 офіційних матчах.
З 1994 по 1998 рік захищав кольори олімпійської збірної Англії. У складі цієї команди провів 2 матчі.
1995 року дебютував в офіційних матчах у складі національної збірної Англії. Протягом кар'єри у національній команді, яка тривала 7 років, провів у формі головної команди країни 23 матчі, забивши 4 голи.
У складі збірної був учасником чемпіонату Європи 1996 року в Англії, на якому команда здобула бронзові нагороди, чемпіонату Європи 2000 року у Бельгії та Нідерландах.

## Титули і досягнення
- Володар Кубка Англії (1):

«Ліверпуль»: 2000-01
- Володар Кубка Футбольної ліги (1):

«Ліверпуль»: 2000-01
- Володар Суперкубка Англії з футболу (1):

«Ліверпуль»: 2001
- Володар Кубка УЄФА (1):

«Ліверпуль»: 2000-01